# Benjamin Hawkins
Benjamin Hawkins (Contea di Warren, 15 agosto 1754 – Contea di Crawford, 6 giugno 1818) è stato un politico statunitense.
Fu un agente indiano e delegato al Congresso continentale, nonché senatore per la Carolina del Nord, essendo cresciuto nell'élite dei proprietari terrieri. Nominato da George Washington sovrintendente generale per gli affari indiani (1796–1818), fu responsabile del territorio del sudest a sud del fiume Ohio, nonché principale agente indiano presso i Creek.
Hawkins fondò la agenzia Creek e la sua piantagione nell'odierna Georgia, dove visse nell'attuale contea di Crawford. Imparò la lingua muscogee, fu adottato dalla tribù e sposò Lavinia Downs, che alcuni credono essere una donna Creek, dalla quale ebbe sette figli. Scrisse molto riguardo ai Creek ed alle altre tribù sudorientali: Choctaw, Cherokee e Chickasaw. Costruì un grosso complesso in cui far lavorare gli schiavi africani, compresi dei mulini, ed allevò una grande mandria di bovini e maiali.

## Gioventù ed istruzione
Hawkins nacque da Philemon e Delia Martin Hawkins il 15 agosto 1754, terzo di quattro figli. La sua era una famiglia di agricoltori che possedeva una piantagione in quella che allora era la contea di Granville (oggi contea di Warren). Frequentò il College del New Jersey, poi diventato Università di Princeton, ma abbandonò durante l'ultimo anno per arruolarsi nell'Esercito Continentale. Hawkins fu nominato colonnello e prestò servizio per molti anni con George Washington come interprete francese.

## Carriera
Hawkins fu congedato dal servizio militare alla fine del 1777, quando Washington poté contare su la Fayette per trattare con i francesi. tornò a casa, dove fu eletto alla Camera dei rappresentanti della Carolina del Nord nel 1778. Rimase in carica fino al 1779, e vi fu rieletto nel 1784. L'assemblea della Carolina lo inviò al Congresso continentale come delegato dal 1781 al 1783, e di nuovo nel 1787.
Nel 1789 Hawkins fu delegato alla convention della Carolina del Nord che ratificò la Costituzione degli Stati Uniti d'America. Fu eletto al primo Senato restando in carica dal 1789 al 1795. Nonostante in senato non ci fossero al tempo partiti politici, le idee di Hawkins erano allineate a diversi gruppi. All'inizio della sua carriera da senatore fu considerato tra le file dei senatori favorevoli all'amministrazione, ma a partire dal 3º Congresso aderì ai senatori del partito Repubblicano o Anti-Amministrazione.

### Agente indiano

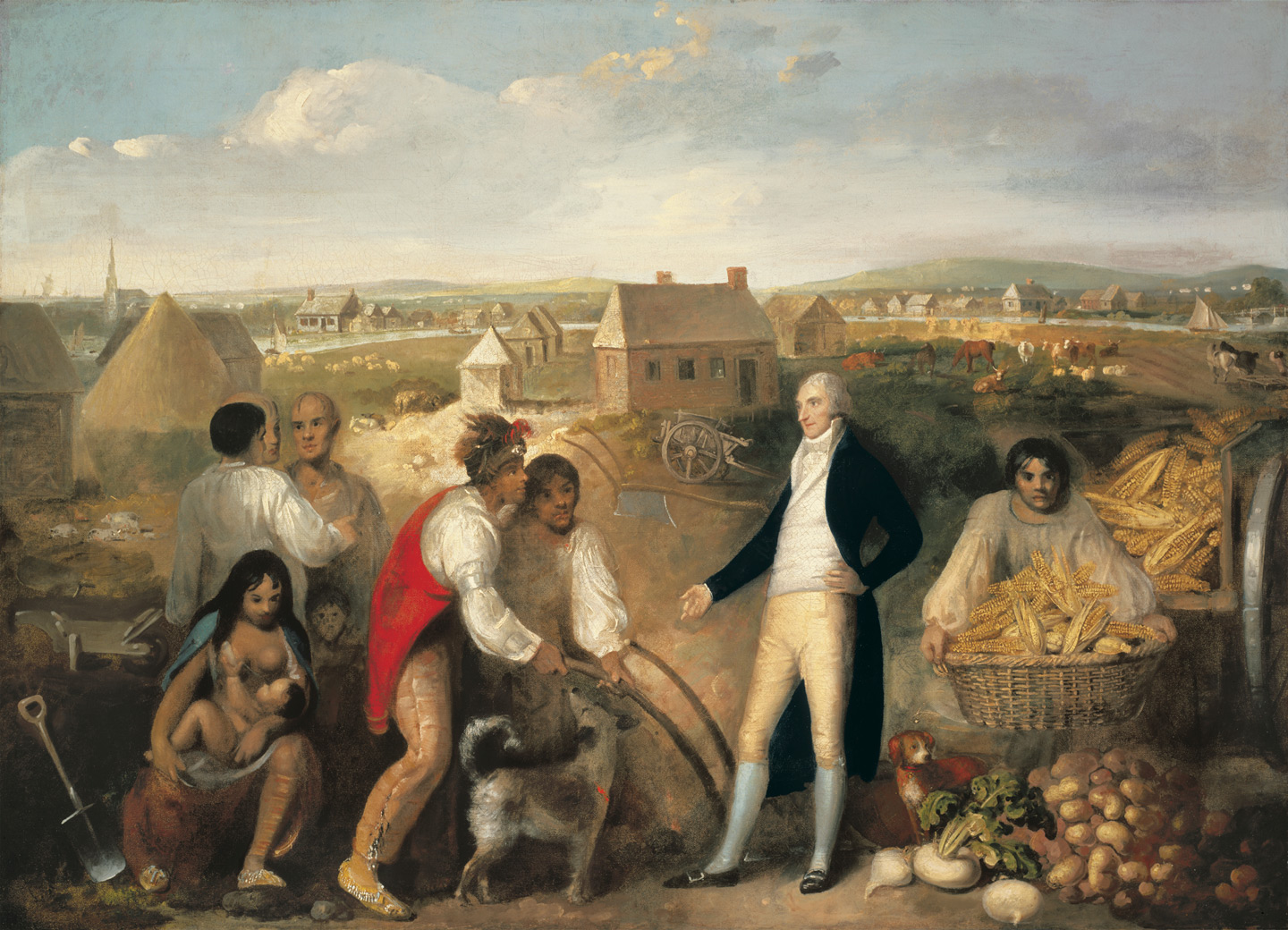
Benjamin Hawkins, ritratto nella sua piantagione, insegna ai Creek ad usare la tecnologia europea. Dipinto del 1805

Nel 1785 Hawkins fu rappresentante al Congresso per i negoziati riguardo alla terra con i Creek del sudest. Ebbe in generale successo, convincendo la tribù ad abbandonare le razzie per molti anni, anche se non firmò un trattato ufficiale. I Creek volevano trattare con il 'capo'. Alla fine firmarono il trattato di New York dopo che Hawkins convinse George Washington a venire coinvolto.
Nel 1786 Hawkins e gli agenti indiani Andrew Pickens e Joseph Martin conclusero un trattato con i Choctaw nella Vecchia Città Seneca, oggi Hopewell (Carolina del Sud). Fissarono i confini delle terre Choctaw e le provvigioni per le relazioni tra indiani e governo.
Nel 1796 Washington nominò Benjamin Hawkins sovrintendente generale per gli affari indiani, incaricato di tenere i contatti con tutte le tribù a sud del fiume Ohio. Essendo principale agente dei Creek, Hawkins si trasferì subito nell'odierna contea di Crawford in Georgia dove costruì la propria casa e l'agenzia Creek. Studiò la lingua Creek e fu adottato dalla tribù. Scrisse molto parlando di loro e delle altre tribù sudorientali.

### Georgia
Hawkins iniziò ad insegnare le tecniche agricole europeo-americane ai Creek, ed avviò una fattoria nella sua casa di Lavinia sul fiume Flint. Acquistò schiavi africani ed assunse altri lavoratori per ripulire centinaia di ettari nella sua piantagione. Costruì una segheria, un mulino ed una trading post per la sua agenzia. Hawkins espanse le sue attività per includere oltre 1000 capi di bestiame e molti maiali. Per anni si incontrò con i capi sotto la sua veranda discutendo dei vari problemi. Il suo lavoro gli valse il rispetto dei nativi.
Nel 1806 il governo costruì una fortezza vicino alle cascate dell'Ocmulgee per proteggere gli insediamenti ad est dell'attuale Macon, e la chiamò Fort Benjamin Hawkins in suo onore.
Hawkins vide distrutto molto del suo lavoro nel 1812. Un gruppo di ribelli Creek, noti come Bastoni Rossi, cercavano di tornare alle tradizioni tribali e si opponevano agli insediamenti americani. La guerra civile scoppiata tra i Creek coincise con la guerra anglo-americana.
Durante la guerra Creek del 1813-1814 Hawkins organizzò i Creek "amichevoli" sotto al comando di William McIntosh per aiutare le milizie di Georgia e Tennessee contro i Bastoni Rossi. Il generale Andrew Jackson comandò la sconfitta dei Bastoni Rossi nella battaglia di Horseshoe Bend in Alabama. Hawkins non poté prendere parte al negoziato del trattato di Fort Jackson dell'agosto 1814, che chiese ai Creek di cedere buona parte del territorio rinunciando al proprio stile di vita. In seguito Hawkins organizzò i Creek "amichevoli" contro i britannici sul fiume Apalachicola che minacciavano di far ripartire la guerra al confine con la Georgia. Dopo la ritirata britannica del 1815 Hawkins stava organizzando un nuovo gruppo quando morì improvvisamente nel giugno 1816.
Negli ultimi giorni di vita sposò Lavinia Downs con una cerimonia europeo-americana, riconoscendo ufficialmente i loro figli davanti alla legge statunitense. Appartenevano già al clan Downs tra i Creek.
Benjamin Hawkins fu sepolto presso l'agenzia Creek nei pressi del fiume Flint a Roberta.
Fort Hawkins fu costruito vicino all'antico sito da allora chiamato Ocmulgee National Monument. Rappresentando 17000 anni di sviluppo umano, si tratta di un National Historic Landmark. Contiene grossi tumuli costruiti circa 1000 anni fa come espressione del mondo politico e religioso della cultura del Mississippi, antenata dei Creek.

## Vita personale
Fu per anni convivente di Lavinia Downs, che alcuni credono erroneamente essere una donna Creek anche se le prove dimostrano che fosse bianca. Ebbero in tutto sei figli: Georgia, Muscogee, Cherokee, Carolina, Virginia e Jeffersonia, ed un figlio, Madison Hawkins. Nel 1812, pensando di essere sul letto di morte, sposò formalmente Lavinia per riconoscere i figli secondo la legge statunitense. Jeffersonia nacque dopo il matrimonio.
Hawkins era vicino al nipote William Hawkins, e lo nominò coerede assieme alla moglie. Lasciò in eredità a William una parte della sua proprietà. Questo lascito divenne causa di conflitti tra gli altri eredi, soprattutto per il fatto che non aveva modificato il testamento per includere la giovane figlia Jeffersonia.

## Retaggio e onorificenze
- Hawkinsville (Georgia) prende da lui il nome.[3]
- La contea di Hawkins in Tennessee porta il suo nome.[4]
- Dà il nome al Benjamin Hawkins Boy Scout Camp nei pressi di Byron, Georgia.
- Il sito archeologico dell'originale Fort Benjamin Hawkins fa parte del National Register of Historic Places (NRHP) e del Fort Hill Historic District di Macon, Georgia, anch'esso NRHP.